# Getijdenboek van Filips II van Spanje
Het Getijdenboek van Filips II van Spanje ook Capitulario de Felipe II of Officiorum Missarum et Liber, is een verlucht  gebedenboek dat gemaakt werd voor Filips II van Spanje tussen 1568 en 1580 door monniken van de abdij van San Lorenzo de el Escorial. Het handschrift wordt nog steeds bewaard in de bibliotheek van het Escorial.

## Codicologische beschrijving
Het handschrift bevat 162 perkamenten folia van 33,5 x 23cm, uitzonderlijk groot voor een getijdenboek. Het werd geschreven in het Latijn. Het boek telt 45 miniaturen.

## Verluchting
De Bijbelse scenes van de miniaturen zijn gesitueerd voor een luchtig groen landschap of in interieurs weergegeven in een strikt perspectief. De figuren in kleurrijke, licht gedrapeerde kleding zijn buitengewoon levendig en liefdevol geïndividualiseerd. Ze zijn omkaderd met brede marges versierd met fruit en bloemen of speelse engeltjes. Die omkadering wordt ook gebruikt voor sommige bladzijden die uitsluitend tekst bevatten. Andere bladzijden zijn versierd met monochrome marges versierd met gouden ornamenten en medaillons waarin heiligen worden afgebeeld.

## Miniaturisten
Het getijdenboek werd geschreven door Martin de Palencia en verlucht door de monniken  Andrés de León en Julián de la Fuente el Saz. Het was gemodelleerd naar de stijl van de Italiaanse gebedenboeken zoals die van Giulio Clovio.